# Extended Partial Response/Maximum Likelihood
Extended Partial Response/Maximum Likelihood (EPRML) ist ein Leseverfahren für Daten auf magnetischen Medien, meistens Festplatten.
Um Daten auf die Oberfläche eines solchen Plattenspeichers zu schreiben, erfolgt eine Leitungscodierung, beispielsweise mittels RLL-Code. Bei dem Lesen dieser Daten wird ähnlich wie bei Partial Response/Maximum Likelihood (PRML) vorgegangen, es wird durch EPRML mit Hilfe verbesserter Algorithmen und besserer Signalverarbeitung eine um 20–70 Prozent höhere Datendichte erreicht. Anwendung finden diese beiden Verfahren in Festplatten.